# Dennis Potter
Dennis Christopher George Potter (* 17. Mai 1935 in Forest of Dean, Gloucestershire; † 7. Juni 1994 in Ross-on-Wye, Herefordshire) war ein britischer Drehbuchautor.
Er ist am bekanntesten für seine BBC-Fernsehserien Pennies from Heaven (1978), The Singing Detective (1986) und die Fernsehspiele Blue Remembered Hills (1979) und Brimstone and Treacle (1976). [1] Seine Fernsehdramen vermischten Fantasie und Realität, das Persönliche und das Soziale und verwendeten oft Themen und Bilder aus der Populärkultur. Potter gilt weithin als einer der einflussreichsten und innovativsten Dramatiker, die im britischen Fernsehen gearbeitet haben.
Potter wurde in Gloucestershire geboren und schloss sein Studium an der Universität Oxford ab. Zunächst arbeitete er im Journalismus. Nachdem er bei den Parlamentswahlen 1964 als Labour-Kandidat für das Parlament kandidiert hatte, wurde seine Gesundheit durch den Beginn einer psoriatischen Arthropathie beeinträchtigt, die einen Karrierewechsel für Potter erforderlich machte und dazu führte, dass er Fernsehdramatiker wurde. Seine neue Karriere begann 1965 mit Beiträgen zur Mittwochs-Anthologie-Reihe der BBC und er arbeitete für den Rest seines Lebens weiter im Medium. Er schrieb auch Drehbuchadaptionen für die Hollywood-Studios. Er starb 1994 an Bauchspeicheldrüsenkrebs.

## Früheres Leben
Dennis Potter wurde in Berry Hill, Forest of Dean, Gloucestershire, geboren. Sein Vater, Walter Edward Potter (1906–1975), war Bergmann in diesem ländlichen Bergbaugebiet zwischen Gloucester und Wales; seine Mutter war Margaret Constance (geb. Wale; 1910–2001). Potter hatte eine Schwester namens June.
Im Jahr 1946 bestand Potter die Elf-plus und besuchte Bell’s Gymnasium in Coleford. Der größte Teil seiner Sekundarschulbildung fand jedoch in London statt, und in einer Straße in der Nähe des Hammersmith Broadway wurde der zehnjährige Potter von seinem Onkel sexuell missbraucht, eine Erfahrung, auf die er später in seinem Schreiben oft anspielte. Während seiner Rede bei der James MacTaggart Memorial Lecture 1993 bezog sich Potter auf dieses Ereignis, als er seine Entscheidung erklärte, vom Zeitungsjournalismus zum Drehbuchschreiben zu wechseln: „Es mussten verschiedene Wörter mit unterschiedlichen Funktionen gefunden werden. Aber warum? Warum, warum, warum; Dieselbe verzweifelt wiederholte Frage, die ich mir stellte, ohne irgendeine Antwort oder die Fähigkeit, es meiner Mutter oder meinem Vater zu sagen, als ich im Alter von zehn Jahren zwischen dem VE-Tag und dem VJ-Tag vom sexuellen Appetit eines Erwachsenen gefangen und missbraucht wurde der Unschuld.“
Seine Familie kehrte 1952 in den Forest of Dean zurück, nachdem sie ihn 1945 zum ersten Mal verlassen hatte, aber Potter blieb in London. Von der sechsten Form der St. Clement Danes School, einem Gymnasium in Hammersmith (seit dem Abriss), erhielt er ein Staatsstipendium für das New College in Oxford.
Zwischen 1953 und 1955 leistete Potter seinen Nationalen Dienst und lernte Russisch an der Joint Services School for Linguists.
Am 10. Januar 1959 heiratete er in der Pfarrkirche der Christ Church in Berry Hill Margaret Amy Morgan (14. August 1933 – 29. Mai 1994), eine einheimische Frau, die er bei einem Tanz kennengelernt hatte. [7] Sie lebten ein „überraschend ruhiges Privatleben“ in Ross-on-Wye, Herefordshire, und hatten einen Sohn, Robert, und zwei Töchter, Jane und Sarah, von denen letztere in den 1980er Jahren als internationale Cricketspielerin bekannt werden sollte.

## Filmografie (Auswahl)
Potter war Autor vieler Dramen und Miniserien für das englische Fernsehen und wirkte zu Beginn seiner Karriere auch als Autor für David Frost.
- 1976: Brimstone & Treacle (zensiert durch BBC)
- 1980: Blade on the Feather
- 1981: Tanz in den Wolken (Pennies from Heaven)
- 1983: Gorky Park
- 1985: Das wahre Leben der Alice im Wonderland (Dreamchild)
- 1986: Der singende Detektiv (The Singing Detective)
- 1987: Track 29 – Ein gefährliches Spiel (Track 29)
- 1993: Mesmer
- 1993: Lippenstift am Kragen (Lipstick on your collar)
- 1994: Karaoke
- 1995: Midnight Movie
- 1996: Cold Lazarus
- 2004: The Singing Detective